# Ernst Rothenwänder

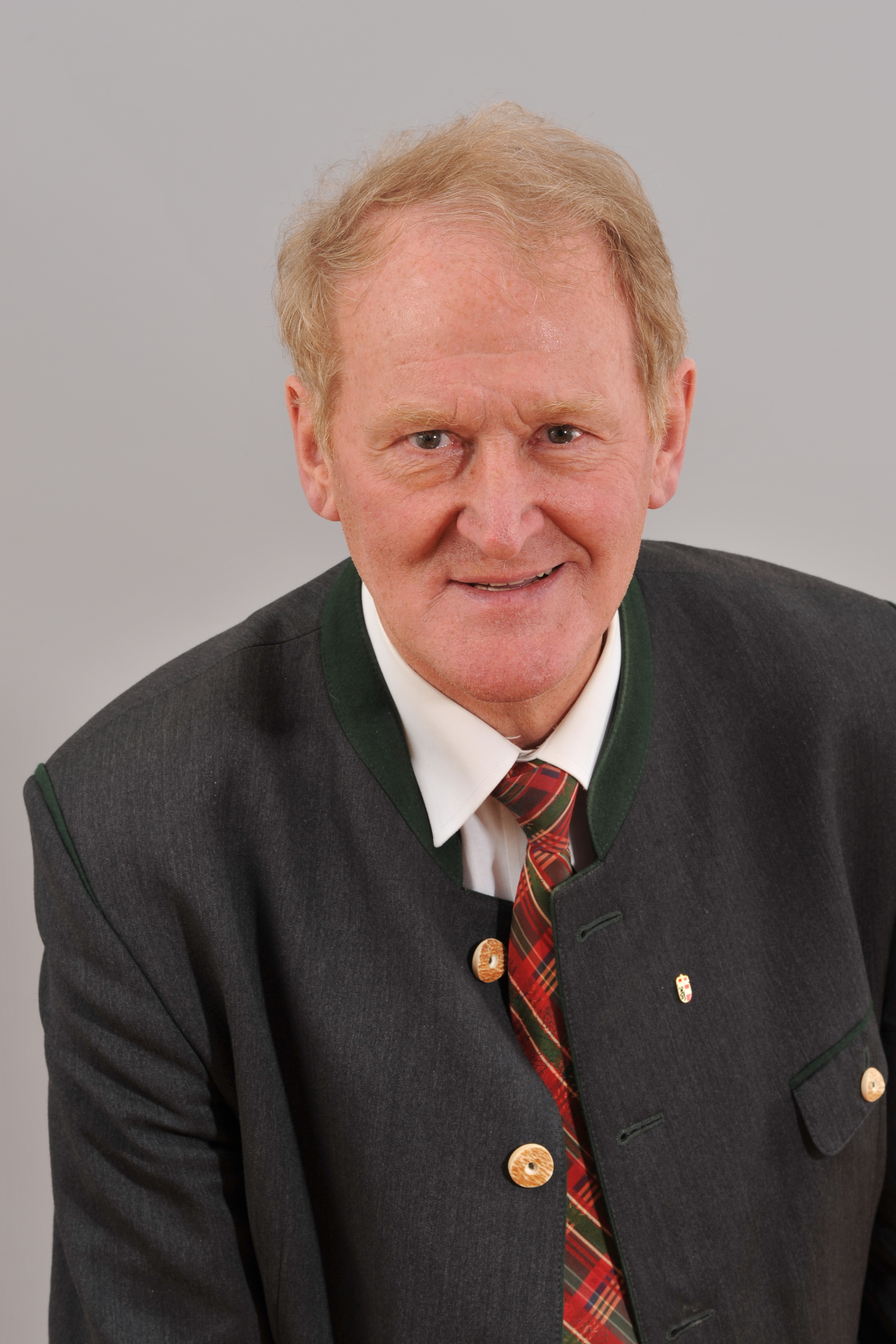
Ernst Rothenwänder 2012

Ernst Rothenwänder (* 26. April 1947 in Zederhaus) ist ein österreichischer Politiker (FPÖ bzw. FPS). Rothenwänder war von 2009 bis 2018 Abgeordneter zum Salzburger Landtag.

## Ausbildung und Beruf
Rothenwänder besuchte von 1953 bis 1957 die Volksschule in Zederhaus und danach von 1957 bis 1961 die Hauptschule in St. Michael im Lungau. In der Folge absolvierte er zwischen 1961 und 1963 die Handelsschule in Salzburg und leistete 1964 den Präsenzdienst ab. Bis 1980 war Rothenwänder im elterlichen Betrieb in Zederhaus tätig. Er legte Konzessionsprüfungen und Befähigungsnachweise für Gastronomie und Beherbergung, Transporte für Nah- und Fernverkehr, Reisebüro sowie Handel mit Holz und Baumaterialien ab. Ab 1994 war Rothenwänder als Erd- und Tiefbauer im Baugewerbe tätig, zwischen 2006 und 2007 absolvierte er einen Auslandsaufenthalt, seit 2006 arbeitet er als selbständiger Bauleiter.

## Politik
Rothenwänder trat 1967 der FPÖ bei und übernahm 1984 die Funktion des Ortsparteiobmanns der FPÖ Zederhaus. Seit 1998 über er zudem die Funktion des Bezirksparteiobmanns der FPÖ Lungau aus und ist seit 2005 zudem stellvertretender Landesparteiobmann der FPÖ Salzburg. Rothenwänder ist seit 1984 Mitglied der Gemeindevertretung beziehungsweise des Gemeinderates von Zederhaus und hatte zwischen 1999 und 2004 das Amt des Vizebürgermeisters inne. Am 22. April 2009 wurde Rothenwänder als Abgeordneter zum Salzburger Landtag angelobt. Seine Arbeitsschwerpunkte waren nach eigenen Angaben Landesverteidigung, Landwirtschaft, Sport, Jagd, Natur- und Umweltschutz, Raumordnung und Grundverkehr. Nach der Landtagswahl in Salzburg 2018 schied er aus dem Landtag aus.